# David M. Friedman
David Melech Friedman (n. 8 de agosto de 1958) es un abogado estadounidense. Se unió al bufete de abogados Kasowitz, Benson, Torres & Friedman (entonces conocido como Kasowitz, Hoff, Benson & Torres) en 1994, donde conoció y representó a Donald Trump, entonces presidente de The Trump Organization.
Fue asesor de Trump durante su campaña presidencial. En diciembre de 2016, el equipo de transición del presidente electo anunció que Friedman era el candidato de Trump para embajador de Estados Unidos en Israel. Su nominación recibió el apoyo de grupos activistas conservadores israelíes y judíos estadounidenses y la oposición de organizaciones de defensa liberales. Fue confirmado por el pleno del Senado el 23 de marzo de 2017, con un voto de 52 a 46, oficialmente juramentado por el vicepresidente Mike Pence el 29 de marzo y presentó sus cartas credenciales el 15 de mayo.

## Biografía

### Primeros años y educación
Se graduó de la escuela secundaria de la Academia Hebrea del Condado de Nassau (HANC) en 1974 y obtuvo su B.A. en antropología de la Universidad de Columbia en 1978, y su título de Juris Doctor de la Facultad de Derecho de la Universidad de Nueva York, graduado en 1981. Ha sido miembro del Colegio de Abogados del Estado de Nueva York desde 1982.

### Carrera legal y filantrópica
En 1994, dejó el bufete de abogados Mudge Rose Guthrie Alexander & Ferdon para unirse a Kasowitz, Hoff, Benson & Torres. Friedman fue ascendido a socio nominal en 1995, y el estudio pasó a llamarse Kasowitz, Benson, Torres & Friedman. Como jefe del grupo de práctica de bancarrotas y derechos de los acreedores, asesoró y representó a Donald Trump y The Trump Organization en las bancarrotas que involucraron a sus casinos de Atlantic City.
Se ofreció como voluntario para dirigir American Friends of Bet El Institutions, una organización que aboga en contra de una solución de dos estados al conflicto israelí-palestino y proporciona alrededor de dos millones de dólares por año al asentamiento israelí Bet El. [dieciséis] La organización también recibió donaciones de la fundación familiar de Jared Kushner, el yerno de Trump. Es columnista del sitio web de noticias israelí Arutz Sheva. En sus escritos y declaraciones, ha argumentado repetidamente a favor de los asentamientos israelíes, considerándolos legales.

### Embajador
Se convirtió en embajador de Estados Unidos en Israel el 15 de mayo de 2017 cuando presentó sus credenciales al presidente israelí Reuven Rivlin. En 2019, The Jerusalem Post lo incluyó como uno de los 50 judíos más influyentes del mundo.